# Voltaggio
Voltaggio, (Votagio  en piemontès) és un municipi situat al territori de la província d'Alessandria, a la regió del Piemont (Itàlia).
Limita amb els municipis de Bosio, Campomorone, Carrosio, Fraconalto, Gavi, Isola del Cantone, Mignanego i Ronco Scrivia.

## Galeria fotogràfica

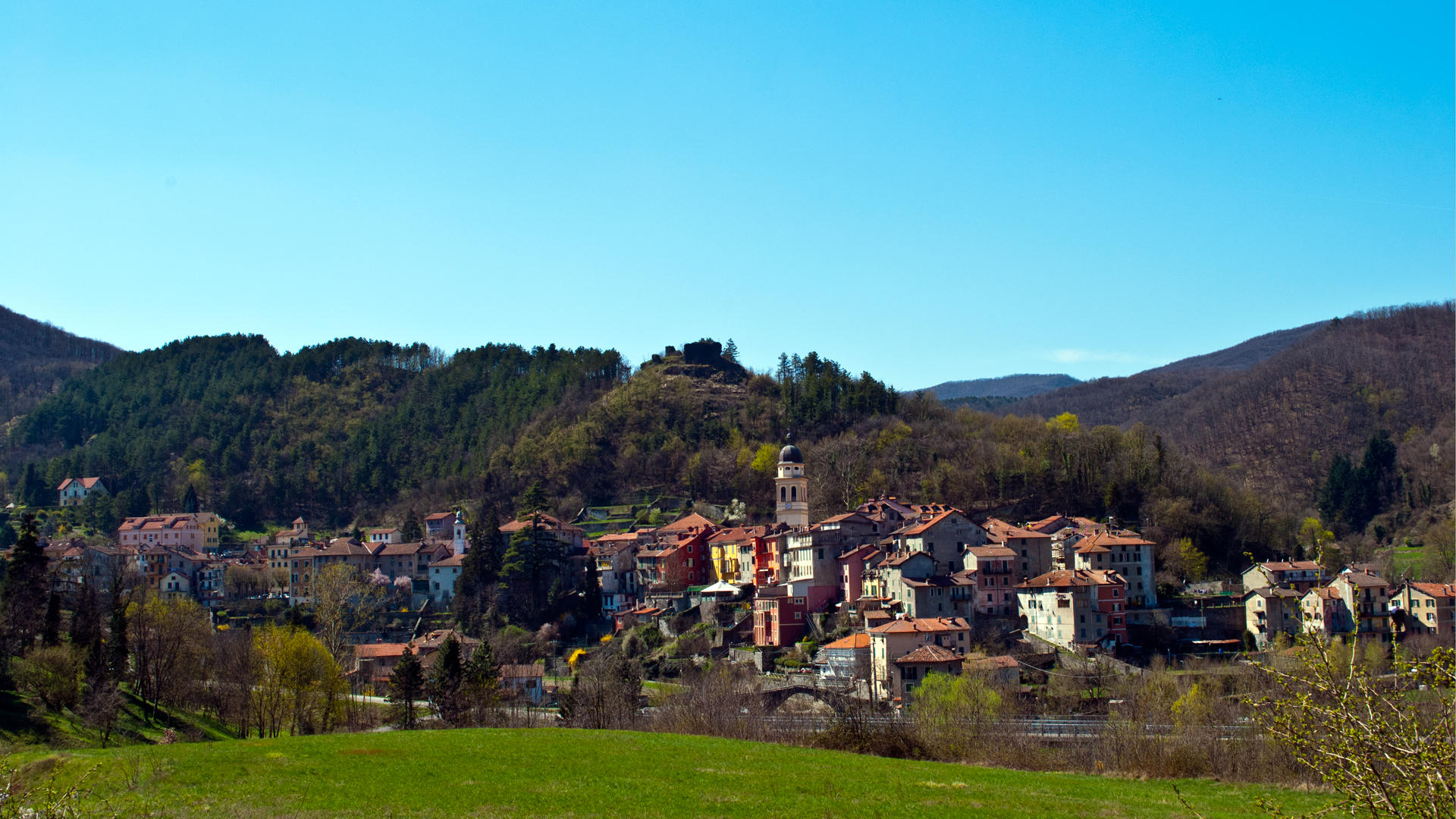
Panorama del poble
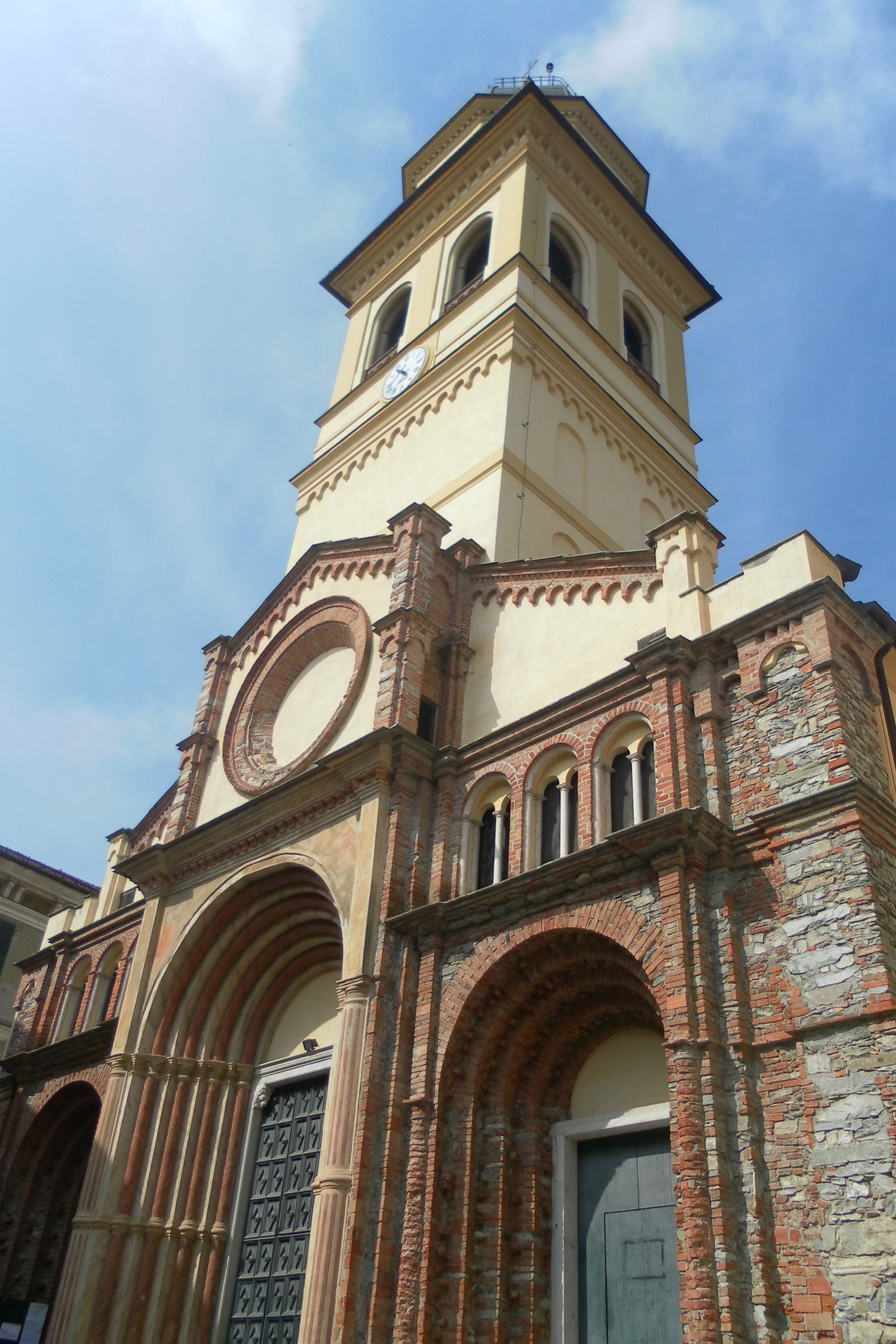
Església de l'Assumpció